# The Best of 1980-1990
The Best of 1980-1990 é o primeiro greatest hits ao estilo de coletânea musical da banda de rock irlandesa U2, lançada em 10 de novembro de 1998. Ele contém principalmente singles de sucesso do grupo a partir da década de 1980, mas também mixagens em algumas canções ao vivo, bem como uma nova gravação. Em abril de 1999, um vídeo acompanhado com o CD, apresentando vídeos musicais e imagens ao vivo, foi lançado. O álbum foi seguido por outra coletânea, The Best of 1990-2000 (2002).
A versão da edição limitada contendo um disco especial de B-side foi lançado na mesma data que a versão padrão do disco. Na época do lançamento, a versão oficial foi que o álbum de dois discos estariam disponíveis na primeira semana que o álbum foi colocado à venda, em seguida, retirado das lojas. Apesar desta ameaça nunca ter tido se concretizado, obteve bastante resultado na versão de 2 discos em grande demanda. Ambas as versões estavam no gráfico da Billboard 200.
O garoto na capa é Peter Rowan, irmão do amigo de Bono, Guggi, cujo nome verdadeiro é Derek Rowan, da banda Virgin Prunes. Ele também aparece nas capas dos EPs Three (1979) e Early Demos (1978), e nos dois álbuns de estúdio: Boy (1980) e War (1983).

## Lista de faixas
| Críticas profissionais     | Críticas profissionais |
| Avaliações da crítica      | Avaliações da crítica  |
| Fonte                      | Avaliação              |
| -------------------------- | ---------------------- |
| Allmusic (Edição Standard) | [ 2 ]                  |
| Allmusic (B-sides)         | [ 3 ]                  |
| Entertainment Weekly       | B                      |
| Robert Christgau           | [ 5 ]                  |
| Rolling Stone              | [ 6 ]                  |

Todas as músicas com letras de Bono, compostas por U2.
1. "Pride (In the Name of Love)" (do álbum The Unforgettable Fire) – 3:48
2. "New Year's Day" (do álbum War) – 4:17
3. "With or Without You" (do álbum The Joshua Tree) – 4:55
4. "I Still Haven't Found What I'm Looking For" (do álbum The Joshua Tree) – 4:38
5. "Sunday Bloody Sunday" (do álbum War) – 4:40
6. "Bad" (do álbum The Unforgettable Fire) – 5:50
7. "Where the Streets Have No Name" (do álbum The Joshua Tree) – 4:35
8. "I Will Follow" (do álbum Boy) – 3:36
9. "The Unforgettable Fire" (do álbum The Unforgettable Fire) – 4:53
10. "Sweetest Thing" (The Single Mix) (nova canção) – 3:00
11. "Desire" (do álbum Rattle and Hum) – 2:59
12. "When Love Comes to Town" (do álbum Rattle and Hum) – 4:17
13. "Angel of Harlem" (do álbum Rattle and Hum) – 3:49
14. "All I Want Is You" (do álbum Rattle and Hum) – 6:31
15. "October" (faixa escondida) (do álbum October) – 2:20

- Lançado apenas no Japão

1. "One Tree Hill" (do álbum The Joshua Tree) – 5:24
2. "October" (do álbum October) – 2:20

### Disco bônus & B-sides
A versão de "Bass Trap" nesta compilação e uma edição abreviada da versão original de 5:14 encontrado como B-side na canção "The Unforgettable Fire".
1. "The Three Sunrises" (do single "The Unforgettable Fire") – 3:52
2. "Spanish Eyes" (do single "I Still Haven't Found What I'm Looking For") – 3:14
3. "Sweetest Thing" (do single "Where the Streets Have No Name") – 3:03
4. "Love Comes Tumbling" (do single "The Unforgettable Fire") – 4:40
5. "Bass Trap" (do single "The Unforgettable Fire") – 3:31
6. "Dancing Barefoot" (do single "When Loves Comes to Town") – 4:45
7. "Everlasting Love" (do single "All I Want Is You") – 3:20
8. "Unchained Melody" (do single "All I Want Is You") – 4:52
9. "Walk to the Water" (do single "With or Without You") – 4:49
10. "Luminous Times (Hold on to Love)" (do single "With or Without You") – 4:35
11. "Hallelujah Here She Comes" (do single "Desire") – 4:00
12. "Silver and Gold" (do single "Where the Streets Have No Name") – 4:37
13. "Endless Deep" (do single "Two Hearts Beat as One") – 2:57
14. "A Room at the Heartbreak Hotel" (do single "Angel of Harlem") – 4:32
15. "Trash, Trampoline and the Party Girl (do single "A Celebration") – 2:33

## Gráficos e certificações
| País/Parada (1998–2005)             | Melhor posição |
| ----------------------------------- | -------------- |
| Alemanha (Media Control Charts)     | 1              |
| Austrália (ARIA Charts)             | 1              |
| Áustria (Ö3 Austria Top 40)         | 1              |
| Bélgica (Ultratop 50 Flanders)      | 1              |
| Bélgica (Ultratop 40 Valônia)       | 1              |
| Canadá (Canadian Albums Chart)      | 5              |
| Dinamarca (Hitlisten)               | 8              |
| Espanha (PROMUSICAE)                | 46             |
| Estados Unidos (Billboard 200)      | 45             |
| Estados Unidos (Top Catalog Albums) | 2              |
| Finlândia (Suomen virallinen lista) | 3              |
| Hungria (Dance Top 40 Lista)        | 3              |
| Irlanda (IRMA)                      | 20             |
| México (AMPROFON)                   | 80             |
| Noruega (VG-lista)                  | 2              |
| Nova Zelândia (RIANZ)               | 1              |
| Países Baixos (MegaCharts)          | 1              |
| Reino Unido (UK Albums Chart)       | 1              |
| Suécia (Sverigetopplistan)          | 1              |
| Suíça (Schweizer Hitparade)         | 1              |
| País/Parada (2012)                  | Melhor posição |
| Estados Unidos (Billboard 200)      | 45             |
| Estados Unidos (Top Catalog Albums) | 2              |

| País/Parada (2002)                  | Melhor posição |
| ----------------------------------- | -------------- |
| Canadá (Canadian Albums Chart)      | 1              |
| Estados Unidos (Billboard 200)      | 2              |
| Estados Unidos (Top Catalog Albums) | 35             |
| Reino Unido (UK Albums Chart)       | 1              |

| Alemanha (BVMI) | Platina    | 500.000^   |
| Argentina (CAPIF) Edição Standard | 3× Platina | 180.000x   |
| Argentina (CAPIF) + B-sides | Platina    | 60.000x    |
| Austrália (ARIA) | 8× Platina | 560.000^   |
| Áustria (IFPI Áustria) | 2× Platina | 100.000x   |
| Bélgica (BEA) | 6× Platina | 300.000*   |
| Canadá (Music Canada) | 6× Platina | 600.000^   |
| Dinamarca (IFPI Dinamarca) | Platina    | 50.000^    |
| Espanha (PROMUSICAE) | 4× Platina | 400.000^   |
| Estados Unidos (RIAA) Edição standard | 2× Platina | 2.000.000^ |
| Estados Unidos (RIAA) + B-sides | 2× Platina | 1.000.000^ |
| Finlândia (IFPI Finlândia) | Ouro       | 29.864     |
| França (SNEP) | 2× Platina | 600.000*   |
| Grécia (IFPI Grécia) | 2× Platina | 60.000^    |
| Hungria (MAHASZ) | Ouro       | –          |
| México (AMPROFON) | Ouro       | 100.000^   |
| Noruega (IFPI Noruega) | Platina    | 50.000*    |
| Nova Zelândia (RIANZ) | 9× Platina | 135.000^   |
| Polónia (ZPAV) | Ouro       | 50.000*    |
| Reino Unido (BPI) | 5× Platina | 1.500.000^ |
| Suécia (IFPI Suécia) | Ouro       | 40.000^    |
| Suíça (IFPI Suíça) | 3× Platina | 150.000x   |
| União Europeia (IFPI) | 7× Platina | 7.000.000* |
| * Números de vendas com base em certificação individual ^ Valores enviados com base em certificação individual x Números não especificados com base em certificação individual |            |            |

## Vídeo

### Lista de músicas
Todas as músicas e letras compostas pelo U2. Todas as faixas foram remasterizadas para esta versão.
1. "Pride (In the Name of Love)"
  - Dirigido por Donald Cammell, e produzido por James Morris & Michael Hamlyn
2. "New Year's Day"
  - Dirigido por Meiert Avis, e produzido por James Morris
3. "With or Without You"
  - Dirigido por Meiert Avis, e produzido por Michael Hamlyn & Paul Spencer
4. "I Still Haven't Found What I'm Looking For"
  - Dirigido por Barry Devlin, e produzido por Anne Louise Kelly
5. "Sunday Bloody Sunday" (versão do álbum Live at Red Rocks: Under a Blood Red Sky)
  - Dirigido por Gavin Taylor, e produzido por Malcolm Gerrie, Rick Wurpet & Paul McGuinness
6. "Bad" (versão do álbum Rattle and Hum)
  - Dirigido por Phil Joanou, e produzido por Michael Hamlyn, cortesia da Paramount Pictures
7. "Where the Streets Have No Name"
  - Dirigido por Meiert Avis, e produzido por Michael Hamlyn & Ben Dossett
8. "I Will Follow"
  - Island Records, 1980
9. "The Unforgettable Fire"
  - Dirigido por Meiert Avis, e produzido por James Morris & Michael Hamlyn
10. "Sweetest Thing"
  - Dirigido por Kevin Godley, e produzido por Ned O'Hanlon & Richard Holling
11. "Desire"
  - Dirigido por Richard Lowenstein, e produzido por Michael Hamlyn & Juliet Naylor
12. "When Love Comes to Town"
  - Dirigido por Phil Joanou, e produzido por Michael Hamlyn
13. "Angel of Harlem"
  - Dirigido por Richard Lowenstein, e produzido por Michael Hamlyn & Iain Brown
14. "All I Want Is You"
  - Dirigido por Meiert Avis, e produzido por Ned O'Hanlon & Ben Dossett, a partir de uma idéia de Barry Devlin
15. "One Tree Hill" (A partir de um corte previamente inédita de Rattle and Hum)
  - Dirigido por Phil Joanou, e produzido por Michael Hamlyn

| Críticas profissionais | Críticas profissionais |
| Avaliações da crítica  | Avaliações da crítica  |
| Fonte                  | Avaliação              |
| ---------------------- | ---------------------- |
| Allmusic               | [ 55 ]                 |

### Certificações
| Argentina (CAPIF) | 5x Platina | 40.000^ |
| * Números de vendas com base em certificação individual ^ Valores enviados com base em certificação individual x Números não especificados com base em certificação individual |            |         |

## Pessoal
U2
- Bono – vocalista, guitarra
- The Edge – guitarra, teclados, vocais
- Adam Clayton – baixo
- Larry Mullen Jr. – bateria

Produção
- Fotografia – Ian Finlay
- Contra-capa – Anton Corbijn
- Design de capa – Averill Brophy Associates, Dublin